# Архимандрит Севастијан (Илић)
Севастијан (световно Самуило Илић; Стари Бечеј, 13. август 1795 — Манастир Ново Хопово, 1. март 1863) био је архимандрит Српске православне цркве и игуман Манастира Ново Хопово.

## Животопис
Године 1815. је завршио учитељску школу у Сентендреји у Мађарској. Био је учитељ у Сомбору (1815–18), Сегедину (1819) и Карловцу (1820–28). 1828. постаје црноризац у светој обитељи Гомирје. Од 1830. био је професор богословије у Карловцу, а од 1831. биљежник конзисторија управе Горњокарловачког владичанства. Био је игуман (1832), а затим и архимандрит манастира Гомирје (1832–53) и Хопово (1853–63). Био је заступник у Сабору у Загребу и предсједник парламентарног одбора Сабора за Војну крајину (1848). 1830. у Карловцу је штампао Буквицу Доситеја Обрадовића, која се сматра првом српском штампаном књигом у Војној крајини.
Уживао је симпатије католика Хрвата, од којих су многи захваљивали што их је научио ћирилицу. Одржавао је везе и дописивао се са баном Јелачићем, војводом Шупљикцем и другим угледним људима свога времена. Када је 1848. бан Јелачић на саборској сједници молио да се сакупе прилози за издржавање војске, великаши и богати чланови Сабора су се одазвали високим сумама новца. Немајући новца, архимандрит Севастијан је скинуо са себе златан ланац и крст и предао га сакупљачу, говорећи: Слатко ми је за мили род и дом лишити се свог украса. Посланици су до суза овим гестом били ганути, а бан Јелачић је устао и свима се обратио ријечима: Ако ико икада, то је овај пречасни господин показао да је вриједан носити овај крст. Зато Вам га господине враћам, а мјесто њега полажем 50 дуката, које ћете ми вратити онда када будете имали. Архимандрит је преминуо у манастиру Хопово, а сахрањен је у дворишту свете обитељи, са јужне стране храма, а насупрот гроба постављена је плоча.